# Baltimore Colts 1966
La stagione 1966 dei Baltimore Colts è stata la 14ª della franchigia nella National Football League. L'annata si chiuse con un record di 9 vittorie e 5 sconfitte al secondo posto della Western Conference.

## Roster
| Roster dei Baltimore Colts nel 1966 |
| --- |
| Quarterback - 15 Gary Cuozzo - 19 Johnny Unitas Running Back - 44 Gerry Allen - 45 Jerry Hill - 33 Tony Lorick - 41 Tom Matte - 24 Lenny Moore Wide Receiver - 82 Raymond Berry - 28 Jimmy Orr - 87 Willie Richardson Tight End - 88 John Mackey - 86 Butch Wilson Offensive Linemen - 77 Jim Parker T - 62 Glenn Ressler G - 71 Dan Sullivan G - 52 Dick Szymanski C - 72 Bob Vogel T Defensive Linemen - 81 Ordell Braase DE - 85 Roy Hilton DE - 76 Fred Miller DT - 83 Andy Stynchula DT - 74 Billy Ray Smith Sr. DT Linebacker - 55 Jackie Burkett - 32 Mike Curtis - 53 Dennis Gaubatz - 66 Don Shinnick - 31 Steve Stonebreaker Defensive Back - 40 Bobby Boyd CB - 30 Alvin Haymond CB - 20 Jerry Logan S - 43 Lenny Lyles CB - 46 Jim Welch S Special Team - 49 David Lee P - 75 Lou Michaels K |
| Legenda - I rookie sono in corsivo. - Il primo ruolo è il principale mentre gli eventuali successivi indicano i ruoli secondari. - (IR) sta per Injured Reserve ed indica la lista ristretta per un solo giocatore infortunato che può tornare ad allenarsi dopo la settimana 6 e a rientrare in prima squadra dopo che questa ha giocato 8 partite. - (NF-Inj.) / (NF-Ill.) stanno rispettivamente per Non-Football Injured e Non-Football Illness ed indicano le liste dove viene inserito un giocatore che ha un infortunio o una malattia non dipendente dal football americano. - (PUP) sta per Physically Unable to Perform ed indica la lista dove viene inserito un giocatore mentre è in attesa di recuperare la condizione fisica. Nella stagione regolare dopo la sesta partita giocata dalla propria squadra, il giocatore ha tempo tre settimane per riprendere ad allenarsi, più tre settimane aggiuntive dal suo rientro agli allenamenti per rientrare in prima squadra. |

## Calendario
| Stagione regolare |              |                        |                    |                    |                               |                    |
| Turno             | Data         | Avversario             | Risultato          | Record             | Stadio                        | Pubblico           |
| 1                 | 10 settembre | at Green Bay Packers   | S 3–24             | 0–1                | Milwaukee County Stadium      | 48,650             |
| 2                 | 18 settembre | at Minnesota Vikings   | V 38–23            | 1–1                | Metropolitan Stadium          | 47,426             |
| 3                 | 25 settembre | San Francisco 49ers    | V 36–14            | 2–1                | Memorial Stadium              | 56,715             |
| 4                 | 2 ottobre    | Settimana di pausa     | Settimana di pausa | Settimana di pausa | Settimana di pausa            | Settimana di pausa |
| 5                 | 9 ottobre    | at Chicago Bears       | S 17–27            | 2–2                | Wrigley Field                 | 47,452             |
| 6                 | 16 ottobre   | Detroit Lions          | V 45–14            | 3–2                | Memorial Stadium              | 60,238             |
| 7                 | 23 ottobre   | Minnesota Vikings      | V 20–17            | 4–2                | Memorial Stadium              | 60,238             |
| 8                 | 30 ottobre   | at Los Angeles Rams    | V 17–3             | 5–2                | Los Angeles Memorial Coliseum | 57,898             |
| 9                 | November 6   | Washington Redskins    | V 37–10            | 6–2                | Memorial Stadium              | 60,238             |
| 10                | 13 novembre  | at Atlanta Falcons     | V 19–7             | 7–2                | Atlanta Stadium               | 58,850             |
| 11                | 20 novembre  | at Detroit Lions       | S 14–20            | 7–3                | Tiger Stadium                 | 52,383             |
| 12                | 27 novembre  | Los Angeles Rams       | S 7–23             | 7–4                | Memorial Stadium              | 60,238             |
| 13                | 4 dicembre   | Chicago Bears          | V 21–16            | 8–4                | Memorial Stadium              | 60,238             |
| 14                | 10 dicembre  | Green Bay Packers      | S 10–14            | 8–5                | Memorial Stadium              | 60,238             |
| 15                | 18 dicembre  | at San Francisco 49ers | V 30–14            | 9–5                | Kezar Stadium                 | 40,005             |

## Classifiche
| NFL Western Conference |    |   |   |      |       |     |     |     |
|                        | V  | S | P | %    | CONF  | PF  | PS  | STR |
| Green Bay Packers      | 12 | 2 | 0 | .857 | 10–2  | 335 | 163 | V5  |
| Baltimore Colts        | 9  | 5 | 0 | .643 | 7–5   | 314 | 226 | V1  |
| Los Angeles Rams       | 8  | 6 | 0 | .571 | 6–6   | 289 | 212 | S1  |
| San Francisco 49ers    | 6  | 6 | 2 | .500 | 5–5–2 | 320 | 325 | S1  |
| Chicago Bears          | 5  | 7 | 2 | .417 | 4–6–2 | 234 | 272 | V1  |
| Detroit Lions          | 4  | 9 | 1 | .308 | 3–8–1 | 206 | 317 | S3  |
| Minnesota Vikings      | 4  | 9 | 1 | .308 | 4–7–1 | 206 | 304 | S1  |

Nota: I pareggi non venivano conteggiati ai fini della classifica fino al 1972.